# Покоління V
Покоління V (англ. Gen V) — американський телесеріал про супергероїв, розроблений Крейгом Розенбергом, Еваном Голдбергом та Еріком Кріпке. Серіал є спінофом «Хлопаків» Кріпке та заснований на сюжетній арці коміксів Гарта «Хлопаки» Енніс і Дарік Робертсон.
Прем'єра серіалу, дія якого відбувається одночасно з четвертим сезоном «Хлопаків», відбулася на Amazon Prime Video 29 вересня 2023 року.
У жовтні 2023 року, менш ніж через місяць після прем'єри, серіал продовжили на другий сезон.

## Сюжет
Молоді «супери» — хлопці і дівчата з надприродними здібностями, які ведуть розгульнє студентське життя в Університеті Годолкіна та змагаються за рейтинги, виявляють, що у Школі боротьби зі злочинністю університету проводяться жорстокі досліди над студентами..

## У ролях

### У головних ролях
- Джаз Сінклер — Марі Моро, гемокінетик (здатна керувати кров'ю, подібно телекінезу) з трагічним минулим.
- Ченс Пердомо — Андре Андерсон, популярний студент, якому підкорюється метал.
- Лізз Бродвей[en] — Емма Мейєр, яка керує розміром свого тіла, подібно до Аліси у Дивокраї.
- Медді Філліпс[en] — Кейт Данлеп, яка керує волею людини через дотик та читає думки, дівчина Люка.
- Дерек Лу[en] та Лондон Тор — Джордан Лі, бігендерна особа, яка/який змінює стать та може вражати спалахами енергії.
- Аса Германн[en] — Сем, молодий супер, який володіє надсилою та невразливістю.
- Шеллі Конн — Індіра Шетті, декан Університету Годолкіна, яка не має надздібностей, але майстерно володіє психологічними навичками.

### Другорядні персонажі
- Патрік Шварценеггер — Люк Ріордан / Золотий хлопчик, популярний студент з пірокінезом.
- Шон Патрік Томас[en] — Полярність, батько Андре, відомий супергерой і медійна особа Vought.
- Марко Пігоссі — доктор Едісон Кардоза.
- Джейсон Ріттер — у ролі самого себе у галюцинаціях Сема в епізоді навчального серіалу «Авеню V».
- Александер Калверт — Руфус, телепат.
- Кленсі Браун — Річі Брінк (Річард Брінкергофф), відомий професор Університету Годолкіна та керівник Школи боротьби зі злочинністю[4][5].
- Дерек Вілсон — Роберт Вернон / Тек Найт[6], колишній випускник університету, телеведучий, володіє надприродними детективними здібностями.

### Камео
- Джессі Т. Ашер — Реджі Франклін / Потяг
- Колбі Мініфі[en] — Ешлі Баррет, гендиректорка Vought
- Клаудія Думіт — Вікторія Ньюман[7], конгресвумен, яка балотується на посаду віцепрезидента США
- Пі Джей Бірн[en] — Адам Бурк[8], режисер компанії Vought
- Дженсен Еклз — Бен / Солдатик
- Чейс Кроуфорд — Кевін Московіц / Глибина[9]
- Елізабет Шу — Мадлен Стіллвелл
- Ентоні Старр — Хоумлендер, лідер команди супергероїв «Сімка».
- Карл Урбан — Біллі Бутчер

## Епізоди
| Сезон | Епізоди        | Епізоди        | Оригінальний випуск | Оригінальний випуск |
| Сезон | Епізоди        | Епізоди        | Перший випуск       | Останній випуск     |
| ----- | -------------- | -------------- | ------------------- | ------------------- |
| 1     | 8              | 8              | 29 вересня 2023     | 11 листопада 2023   |
| 2     | Буде оголошено | Буде оголошено | 2025                | Буде оголошено      |

Режисерами епізодів стали Рейчел Голдберг та Стів Боюм.

### Сезон 1
| № серії | Назва серії                         | Режисер(и)      | Сценарист(и)                                    | Оригінальна дата виходу |
| --- | ----------------------------------- | --------------- | ----------------------------------------------- | ----------------------- |
| 1 | «Годолкін»                          | Нельсон Крегг   | Крейг Розенберг та Еван Голдберг та Ерік Кріпке | 29 вересня 2023         |
| За вісім років до цього гемокінез Марі Моро проявляється під час першої менструації, під час якої вона випадково вбила своїх батьків, що погіршило її стосунки з молодшою сестрою Аннабет. У теперішньому часі Марі вступає до Університету Ґодолькіна, навчального закладу, де готують майбутніх супергероїв ("супів"). У перший же день Марі знайомиться зі своєю сусідкою по кімнаті Еммою Майєр і знайомиться зі старшокурсниками Андре Андерсоном, Люком Ріорданом, Джорданом Лі та Кейт Данлап. На вечірці Марі рятує жінку від кровотечі після того, як Андре випадково травмує її своїми магнітними маніпуляціями. Незважаючи на популярність у соціальних мережах, Марі виключає професор Річард "Брінк" Брінкергофф, щоб захистити репутацію старшокласників. Пізніше вона повертається до кабінету Брінка, щоб зіткнутися з ним, але дізнається, що його вбив Люк. Люк починає лютувати, намагаючись вбити Марі, але його зупиняють Джордан і Андре. Заспокоївшись, Люк шепоче Андре перед тим, як використати свій пірокінез для самогубства. |                                     |                 |                                                 |                         |
| 2 | «Перший день»                       | Нельсон Крегг   | Зак Шварц і Брант Енглстайн                     | 29 вересня 2023         |
| Воут Інтернешнл приховує смерть Люка та Брінка, а Марі отримує єдину нагороду за те, що зупинила Люка, і стає першою першокурсницею, яка увійшла в топ-10 рейтингу Університету Ґодолькіна. Знайомлячись із деканом університету Індірою Шетті, яка пропонує їй свою пораду, Емма заводить дружбу з однокурсницею Джастін Гарсія, яка дізнається секрет Емминих здібностей до зміни розмірів і публічно розголошує цю інформацію в інтернеті. Розлючена Емма протистоїть Жюстін. Тим часом Андре і Кейт починають розслідування смерті Люка і знаходять таємний запис, який свідчить про те, що його молодшого брата Сема утримують у таємному закладі під назвою "Ліс", яким таємно керує Шетті. Андре вирушає на пошуки інформації в офіс Брінка. Після того, як Марі дізнається, що Воут зв'язався з Аннабет, яка не хоче мати з нею нічого спільного, вона приховує причетність Джордана до самогубства Люка під час телевізійного інтерв'ю. Андре вдається знайти Вудса, але його ледь не схопила охорона кампусу, перш ніж втручається Кейт. |                                     |                 |                                                 |                         |
| 3 | «#Пам'ятайБринка»                   | Філ Сгричіа     | Еріка Росбе                                     | 29 вересня 2023         |
| За три роки до цього Люк і Кейт відвідують Сема, який розлютився, дізнавшись, що їхні здібності походять зі складу V, і вбив охоронця, перш ніж Люк і Кейт встигли його заспокоїти. У теперішньому часі Андре і Кейт обговорюють своє відкриття, під час якого вона переконує його не ризикувати власним життям, і вони займаються сексом. Тим часом Марі повертається до своєї кімнати в гуртожитку і знаходить там втомлену Емму. Вона намагається дати їй пораду, але між ними виникає суперечка. Наступного дня Шетті запрошує Марі на благодійний вечір на честь Брінка. Мати Емми намагається вмовити її взяти участь у реаліті-шоу, але вона відмовляється. Пізніше Емма зустрічається з Марі, щоб помиритися. Андре переконує Емму проникнути в Ліс для нього. Вона успішно знаходить Сема і розмовляє з ним, але охоронці піднімають об'єкт по тривозі і виводять його з ладу, а Емма використовує свої здібності, щоб сховатися. |                                     |                 |                                                 |                         |
| 4 | «Вся правда»                        | Стів Боюм       | Джессіка Чоу                                    | 6 жовтня 2023           |
| Сем приходить до тями, вбиває охоронців і тікає з Еммою. Переховуючись у покинутій автозаправці, Сем страждає від марення і оголошує про намір вбити доктора Едісона Кардозу, психолога, який раніше працював з ним. Емма повертається до університету Ґодолькіна, щоб попередити інших. Тим часом Марі намагається попросити студента-екстрасенса Руфуса допомогти знайти Емму, але втрачає свідомість і прокидається в його спальні. Коли втручається Джордан, Марі підриває пеніс Руфуса. Паралельно з цим, знаменитий супероператор Роберт Вернон / Тек Найт приїжджає до Університету Годолкін, щоб записати епізод свого серіалу Vought+ "Вся правда" і таємно підставити невинного студента за самогубство Люка від імені Воута. Використовуючи свої спостережливі здібності для агресивних допитів студентів, він змушує Марі розкрити причетність Джордана до самогубства Люка. Дізнавшись, що Сем втік з Лісу під час її чергування, Вернон має намір підставити Шетті, але вона погрожує викрити його неприродні сексуальні потяги. Марі, Емма, Андре, Джордан і Кейт врешті-решт підкорюють Сема, але Марі знову втрачає свідомість і, прокинувшись, виявляє себе в ліжку з Джорданом.                                                                                |                                     |                 |                                                 |                         |
| 5 | «Ласкаво просимо до Клубу Монстрів» | Клер Кілнер     | Лекс Еднесс                                     | 13 жовтня 2023          |
| Марі та її друзі прокидаються на вечірці і не пам'ятають, як вони туди потрапили. Уникаючи захоплення, Сем знаходить Емму та Марі, але вони його не впізнають. Кардоза зустрічається з Шетті, щоб обговорити створення вірусу, призначеного для контролю над здібностями, і бажання використати його на Марі, але вона відмовляється втягувати її в це. Кейт стверджує, що Руфус відповідальний за їхню амнезію, і веде Джордана, Андре і Марі протистояти йому, але втрачає його слід, коли Андре непритомніє. Емма розуміє, що вони з Марі вже знають Сема, але були змушені його забути. Під час пошуків Марі знімає з шиї пристрій стеження і розповідає Кейт про свої підозри, що Шетті і Руфус відповідальні за їхню амнезію. Кейт вибачається і змушує Марі змінити тему розмови. Зрозумівши, що Марі забула про їхню нещодавню розмову, Джордан вирушає до Руфуса, щоб знову зіткнутися з ним. Емма знаходить Сема, який викриває Кейт, дізнавшись, що вона використала свою тактильну силу контролю над свідомістю, щоб змусити Люка забути про існування Сема. Емма телефонує Марі, щоб розповісти їй і Джордану правду. Андре ледь не вбиває Руфуса, коли приїжджає заплакана Кейт, щоб розкрити свій обман і відновити його спогади.                                  |                                     |                 |                                                 |                         |
| 6 | «Джуманджі»                         | Рейчел Голдберг | Лорен Грір                                      | 20 жовтня 2023          |
| Після відновлення спогадів Кейт переживає напад і несвідомо замикає Марі, Джордана та Андре у своїй свідомості. Уявний друг Кейт, "Хлопчик-солдат", попереджає їх тікати, поки вона не впала у вегетативний стан. Досліджуючи спогади Кейт, Люк викриває Андре в тому, що він змусив Кейт зраджувати йому, поки був живий. Тікаючи, група потрапляє в один зі спогадів Джордана, в якому вони врятували Брінка від розлюченого Люка і отримали роботу його асистента. Побачивши спогад про експерименти над Ріорданами в Лісі та Кейт, яка змушує Люка забути про те, що сталося, група потрапляє в спогад Марі про смерть її батьків, під час якого Аннабет звинувачує її у навмисному вбивстві. Зрештою, вони стикаються з Кейт і переконують її взяти на себе відповідальність за свої дії, змушуючи їх прокинутися. Сем приїжджає, щоб зіткнутися з Кейт, але Емма вмовляє його і розповідає, що Шетті використовував його, щоб посилити сили Люка, і експериментує на інших дітях. Тим часом Кардоза випробовує свій вірус на електрокінетичній дівчинці на ім'я Бетсі, яка починає хворіти і послаблює її сили, а потім вбиває її. Спочатку шокована, Шетті наказує йому зробити вірус заразним.                                                                            |                                     |                 |                                                 |                         |
| 7 | «Хвороба»                           | Шана Стайн      | Челсі Грейт                                     | 27 жовтня 2023          |
| Марі і Джордан вриваються в офіс Шетті, щоб зібрати докази і представити їх, політику, який приїхав в Університет Годолкін на міські збори, під час яких вони дізнаються, що сім'я Шетті загинула в авіакатастрофі, спричиненій Хоумлендером. П'яний Кардоза заходить до кабінету Шетті і патякає про свій вірус, не знаючи, що Марі і Джордан сховалися під столом Шетті. Шетті просить про допомогу в поширенні вірусу по всьому світу, щоб убити всіх супер, але Меллорі відмовляється і таємно наказує комусь спостерігати за Шетті. Після того, як у батька Андре, Поларіті, стається напад, Андре супроводжує його до лікарні. Під час зустрічі студентські протестувальники підбурюють до бунту і створюють рух "Життя супів має значення". Під час евакуації Нойман знайомиться з Марі і виявляє, що вони мають схожі здібності та виховання. Марі намагається переконати Ноймана викрити Вудса, але Нойман переконує її натомість зайняти владну позицію з політичним чи культурним впливом. Кейт вбиває Шетті після того, як змушує її розкрити правду про "Ліс" і його творця Томаса Ґодолькіна, а також про мотивацію створення вірусу. Кардоза зустрічається з Нойман, щоб передати їй зразок вірусу, перш ніж вона вбиває його, щоб запобігти поширенню його знань. |                                     |                 |                                                 |                         |
| 8 | «Охоронці Годолкіна»                | Сана Хамарі     | Брант Енглстайн                                 | 3 листопада 2023        |
| Поки генеральний директор "Воут" Джесс Бредлі зустрічається з опікунами Університету Ґодолкіна, щоб обговорити, як представити самогубство Люка, Кейт і Сем повертаються до Лісу, щоб звільнити решту бранців, а потім повести їх вбивати несуперів по всьому кампусу. Поки Марі, Джордан та Емма намагаються стримати хаос, Марі демонструє дедалі краще володіння своїми силами. Сем страждає від галюцинацій про Люка, який просить його зупинитися і розповісти, як він помер, але Сем ігнорує його і дозволяє Кейт знищити його здатність відчувати емоції. Андре дізнається, що напад Полярності був результатом пошкодження мозку, спричиненого його здібностями до того, як він отримав мантію Полярності, щоб допомогти боротися з розгнузданими супами. Кейт намагається промити мізки Джордану, але Марі підриває руку Кейт до прибуття Хомлендера і нападає на Марі, звинувачуючи її в "нападі на свій рід". Через деякий час Марі, Джордан, Емма та Андре прокидаються в опечатаній лікарняній палаті в невідомому місці. Невідомо для них, Воут підставив їх за напад на Сема і Кейт, в той час як їх називають "Охоронцями Ґодолькіна". У сцені в середині титрів Біллі Бутчер досліджує руїни Вудса.                                                              |                                     |                 |                                                 |                         |

## Виробництво

### Розробка
20 вересня 2020 року було оголошено про спін-офф серіалу «Хлопакі» з Крейгом Розенбергом, сценаристом і виконавчим продюсером серіалу з Еріком Кріпке, Сетом Рогеном, Еваном Голдбергом, Джеймсом Вівером, Нілом Х. Моріцом, Павуном Шетті, Мікаелою Старр, Гартом Енніс, Дарік Робертсон, Сарою Карбінер, Ерікою Росбе, Айшою Портер-Крісті, Джудаліною Нейрою та Заком Шварцем. 27 вересня 2021 року Amazon оголосив про серіал, тому Мікеле Фазекас і Тара Баттерс були призначені шоуранерами та виконавчими продюсерами серіалу. 2 жовтня 2020 року Кріпке заявив, що серіал, натхненний Голодними іграми, буде зосереджений на команді G-Men, згаданій у першому сезоні «Хлопаків», спочатку створеному як пародія на «Людей Ікс» коміксів Marvel для четвертого тому Енніса та серії коміксів Робертсона: «Хлопаків», з якою ця серія «мало схожа».
5 січня 2023 року було оголошено, що сценарій для потенційного другого сезону незабаром завершиться під керівництвом Мікеле Фазекас, яка також стала єдиною шоуранеркою після того, як Тара Баттерс взяла перерву в роботі.

### Кастинг
11 березня 2021 року Лізз Бродвей та Джаз Сінклер взяли участь у зйомках серіалу. 19 березня Шейн Пол МакГі, Еймі Карреро та Медді Філліпс були залучені до серіалу. 15 квітня 2021 року Рейну Гардесті також взяли участь у серіалі. 10 березня 2022 року Карреро та МакГі вийшли з серіалу. Через кілька днів Ченс Пердомо приєднався до оновленого основного акторського складу, замінивши МакГі. 25 квітня 2022 року Хардесті покинув серіал. 9 травня 2022 року лондонського Тора замінили Хардесті. Дерек Лу, Аса Германн та Шеллі Конн також приєдналися до акторського складу як постійні актори серіалу. Через два дні Патрік Шварценеггер, Шон Патрік Томас і Марко Пігоссі отримали повторювані ролі. У листопаді 2022 року Кленсі Браун приєднався до акторського складу в ролі Річарда «Річа Брінка» Брінкергофа. У грудні 2022 року було підтверджено, що Джессі Ашер, Колбі Мініфай та Пі Джей Бірн повторять свої ролі з «Хлопаків», як камео, а Реджі Франклін / A-Train, Ешлі Барретт та Адам Бурк, відповідно. Також у вересні 2023 року було підтверджено, що Дерек Вілсон отримав роль Роберта Вернона / Тека Найта.

### Зйомки
Зйомки почалися в університетському містечку Університету Торонто в Міссіссаузі в травні 2022 року та в заповідній зоні Клервілль Бремптона у липні. Планувалося їх завершити у жовтні під робочою назвою проєкту The Boys Presents: Varsity. У липні 2022 року було оголошено, що серіал офіційно матиме назву Gen V. У вересні 2022 року члени акторського складу оголосили в соціальних мережах, що виробництво завершено.

### Музика
У жовтні 2023 року стало відомо, що Метт Боуен і Крістофер Леннерц написали музику до серіалу.

## Реліз
Прем'єра Gen V відбулася на Amazon Prime Video 29 вересня 2023 року.

## Реакція
Вебсайт-агрегатор оглядів Rotten Tomatoes повідомив про 96 % схвалення із середнім рейтингом 7,5/10 на основі 46 рецензій критиків. Консенсус критиків вебсайту звучить так: «Приблизно такий же жахливо підривний, як і серіал про походження, Gen V представляє „Хлопаків“ часом хаотично, але загалом натхненно». Metacritic, який використовує середньозважену оцінку, присвоїв оцінку 72 зі 100 на основі оцінок 21 критика, вказуючи на «загалом схвальні відгуки».